# Karl Lindholm
Karl Lindholm (en rus Карл Линдхолм, 5 de maig de 1860 – 4 de febrer de 1917) va ser un regatista rus que va competir a començaments del segle xx.
El 1912 va prendre part en els Jocs Olímpics d'Estocolm, on va guanyar la medalla de bronze en la categoria de 10 metres del programa de vela. Brasche navegà a bord del Gallia II junt a Esper Beloselsky, Ernest Brasche, Nikolai Puschnitsky, Aleksandr Rodionov, Iosif Schomaker i Philip Strauch.